# Xã Hartwick, Michigan
Xã Hartwick (tiếng Anh: Hartwick Township) là một xã thuộc quận Osceola, tiểu bang Michigan, Hoa Kỳ. Năm 2010, dân số của xã này là 567 người.